# 하라 노부키
하라 노부키(일본어: 原 信生, 1979년 9월 6일 ~ )는 일본의 전 축구 선수이다.

## 구단 경력
과거 세레소 오사카, 요코하마 F. 마리노스, 비셀 고베, SC 돗토리에서 활동하였다.